# ED Denson
Eugene „ED“ Denson (die Großschreibung der beiden Buchstaben seines "Vornamens" ist sein Markenzeichen!, * 1940 in Washington, D.C.) ist ein US-amerikanischer Musikgruppen-Manager, Plattenproduzent, Plattenlabel-Inhaber und – später –  Rechtsanwalt, der maßgebliche Beiträge zur Folk-, Blues- und frühen San Franciscoer Rockmusik geleistet hat. 
Bereits zwischen 1959 und 1960 haben ED Denson, John Fahey und Norman Pierce das Label Takoma Records gegründet, wobei Denson einige von Faheys ersten Alben produziert hat. In den frühen 1960er Jahren war er Roadmanager von Mississippi John Hurt, war am Management von Bukka White beteiligt (den er – zusammen mit Fahey – 1963 'wiederentdeckt' hatte), und hat unter anderem Schallplatten von Skip James produziert. In der Mitte der 1960er Jahre dehnte Denson seine Management-Aktivitäten auf Rockmusik aus und gab – zusammen mit Country Joe McDonald – das Magazin Rag Baby heraus. Eine Zeit lang managte er Country Joe & the Fish und die Band Joy of Cooking. 1972 gründete Denson zusammen mit Stefan Grossman das Plattenlabel Kicking Mule Records. Zwischen 1983 und Mitte der 1990er Jahre war er als Moderator ('host') von Folk- und Blues-Radiosendungen aktiv.
In den 1990er Jahren hat ED Denson sein Betätigungsfeld völlig umgestellt, ein Jurastudium abgeschlossen, und ist nun als Rechtsanwalt tätig.